# Super Mario Kart
Super Mario Kart (jap. スーパーマリオカート, Hepburn: Sūpā Mario Kāto) ist ein Rennspiel, das von Nintendo im Jahr 1992 in Japan und den USA sowie 1993 in Europa für das Super Nintendo Entertainment System veröffentlicht wurde. Es ist der erste Teil der Mario-Kart-Reihe.

## Spielprinzip

### Spielmodi

#### Mario Kart GP (Grand Prix)
Im Grand-Prix-Modus kann der Spieler in drei Schwierigkeitsstufen (50 cc, 100 cc & 150 cc – sogenannte Hubraumklassen) an vier verschiedenen Rennserien – den sogenannten „Cups“ (Pilz-Cup, Blumen-Cup, Stern-Cup & Spezial-Cup) – teilnehmen, die wiederum aus fünf einzelnen Rennen bestehen. Bei Spielbeginn können als Hubraumklasse nur 50 cc und 100 cc ausgewählt werden. Außerdem sind anfangs nur der Pilz-, Blumen- und Stern-Cup spielbar. Sobald in den ersten drei Cups jeweils der Goldrang erreicht wurde, wird in der jeweiligen Schwierigkeitsstufe der Spezial-Cup freigeschaltet. Wird dieser in 100 cc als Erster abgeschlossen, ist auch die Schwierigkeitsstufe 150 cc auswählbar.
Die Rennen werden im Grand-Prix-Modus auf unterschiedlichen Strecken ausgetragen und bestehen aus jeweils fünf Runden. Insgesamt gibt es in Super Mario Kart 20 Rennstrecken, die in das Spiel integriert und nicht erweiterbar sind. Diese sind grob in verschiedene Themengebiete unterteilt, die sich wiederholen (Straße, Eis, Schokolade, Feuer und Geister). Der Spieler tritt bei den Rennen gegen sieben KIs an – bei jedem Rennen muss vom Spieler mindestens der vierte Platz erreicht werden, um zum nächsten Rennen antreten zu dürfen. Kommt man als höchstens Fünftplatzierter ins Ziel, verliert man ein Kart („Ranked Out“) und kann das Rennen erneut versuchen oder den Cup beenden. Von diesen Leben stehen am Anfang drei zur Verfügung; sie können aber im Laufe eines Cups aufgestockt werden, indem man in drei Rennen die gleiche Platzierung erreicht hat. Verliert man alle Leben, wird der Cup vorzeitig beendet. Nach jedem Rennen erhält man für den erreichten Platz Punkte – für den ersten Platz werden dem Fahrer neun Punkte gutgeschrieben, für den zweiten Platz sechs, der Drittplatzierte erhält drei Punkte und für den vierten Platz noch einen Punkt. Am Ende des Cups zählen die Gesamtpunkte für den erreichen Gesamtrang. Zum Schluss findet die Siegerehrung statt, bei der dem siegreichen Fahrer sein Pokal überreicht wird.

#### Time-Trial
Beim Time-Trial (zu deutsch „Zeitfahren“) kann der Spieler auf einer ausgewählten Strecke ein Zeitrennen bestreiten. Dabei wird die Gesamtzeit und die Rundenzeit gemessen und die besten Ergebnisse in einer Bestenliste gespeichert. Beim Zeitfahren stehen keine Items zur Verfügung. Anders als im Grand-Prix-Modus wird der Rennablauf nicht durch auf der Strecke befindliche Gegenstände behindert.

#### Match Race
Hier können zwei Spieler ein Rennen gegeneinander austragen. Sieger ist hier, wer nach fünf Runden die Ziellinie als Erster überquert.

#### Battle-Mode
Beim Battle-Mode (zu deutsch „Kampfmodus“) können zwei Spieler gegeneinander antreten. Dabei ist jeder Spieler mit drei Luftballons ausgestattet. Ziel ist es hier, den anderen Spieler mit Hilfe von Items zu treffen und so die Ballons zum Platzen zu bringen. Gewonnen hat derjenige, welcher beim Gegenspieler zuerst alle Ballons zum Platzen bringen konnte. Der Battle-Modus besitzt vier eigene Strecken.

### Fahrer
Als Fahrer stehen in Super Mario Kart die acht Nintendo-Charaktere Mario, Luigi, Bowser, Prinzessin Peach, Yoshi, Koopa, Toad und Donkey Kong Jr. zur Verfügung. Die Fahrer haben unterschiedliche Charakteristika:
| Fahrer           | Beschleunigung | Höchstgeschwindigkeit | Gewicht | Kurven  |
| ---------------- | -------------- | --------------------- | ------- | ------- |
| Mario            | mittel         | mittel                | mittel  | mittel  |
| Luigi            | mittel         | mittel                | mittel  | mittel  |
| Bowser           | niedrig        | hoch                  | hoch    | niedrig |
| Donkey Kong Jr.  | niedrig        | hoch                  | hoch    | niedrig |
| Prinzessin Peach | hoch           | niedrig               | mittel  | mittel  |
| Yoshi            | hoch           | niedrig               | mittel  | mittel  |
| Koopa            | mittel         | mittel                | niedrig | hoch    |
| Toad             | mittel         | mittel                | niedrig | hoch    |

### Items
Sofern ein sogenanntes Fragenzeichenfeld überfahren wird, stehen dem Spieler während eines Rennens Items zur Verfügung, die den Rennausgang beeinflussen können. Es kann immer nur ein Item gleichzeitig erhalten werden; überfährt man ein Fragenzeichenfeld, während sich noch ein anderes Item im Inventar befindet, ist dies wirkungslos.
- Rote Panzer: Diese werden auf Gegner geschossen. Treffen sie einen Gegner, gerät dieser ins Schleudern und verliert enorm an Geschwindigkeit. Rote Panzer verfolgen den eine Position vor dem Spieler fahrenden Gegner.
- Grüne Panzer: Haben dieselbe Wirkung wie rote Panzer, allerdings verfolgen sie den Gegner nicht. Sie können aber an Banden abprallen und zurückgeschleudert werden.
- Bananenschalen: Diese werden auf die Strecke geworfen. Überfährt sie ein Gegner, gerät dieser ins Schleudern.
- Feder: Durch eine Feder kann der Spieler Hindernisse überspringen.
- Pilz: Beschleunigt den Fahrer kurzzeitig.
- Stern: Macht den Fahrer für kurze Zeit unverwundbar. Berührt ein Gegner einen unverwundbaren Fahrer, gerät er ins Schleudern.
- Blitz: Dieser lässt die Gegner schrumpfen. Berührt man einen Gegner während der Wirkung des Blitzes, gerät er ins Schleudern.
- Geist: Der Spieler wird unsichtbar und kann einem Gegner ein Item stehlen.[A 3]

Die Wirkung der Items Stern und Blitz ist sehr effektiv, so dass sie in der Regel nur von den letztplatzierten Fahrern erhalten werden können. Neben diesen Items können auf der Strecke befindliche Münzen eingesammelt werden, die die maximale Geschwindigkeit der Karts erhöhen. Bei einer Anzahl von zehn Münzen können die Karts nicht mehr zusätzlich beschleunigt werden. Bei einem Unfall oder Zusammenstoß mit anderen Fahrern wird dem Spieler eine bestimmte Anzahl an Münzen abgezogen.

### Strecken
In Super Mario Kart gibt es insgesamt 20 Rennstrecken die auf 4 Cups verteilt sind.
- Mushroom Cup
  - Mario Circuit 1
  - Donut Plains 1
  - Ghost Valley 1
  - Bowser Castle 1
  - Mario Circuit 2
- Flower Cup
  - Choco Island 1
  - Ghost Valley 2
  - Donut Plains 2
  - Bowser Castle 2
  - Mario Circuit 3
- Star Cup
  - Koopa Beach 1
  - Choco Island 2
  - Vanilla Lake 1
  - Bowser Castle 3
  - Mario Circuit 4
- Special Cup
  - Donut Plains 3
  - Koopa Beach 2
  - Ghost Valley 3
  - Vanilla Lake 2
  - Rainbow Road

## Rezeption
Von Super Mario Kart wurden ca. 8,76 Millionen Einheiten abgesetzt. Damit ist es nach Super Mario World, Super Mario All-Stars und Donkey Kong Country das vierterfolgreichste SNES-Spiel.
Neben den erfolgreichen Verkaufszahlen fielen auch die Kritiken von Super Mario Kart durchwegs positiv aus.

„Super Mario Kart ist ein tolles Spiel, welches damals einen der wichtigsten Grundsteine für heutige Rennspiele gelegt hat. Viele Spiele versuchten es nachzuahmen, ja sogar zu toppen, aber sie scheiterten allesamt. Anfangs ist die Steuerung ein Punkt der Gewöhnung – […]. Ist man allerdings erst einmal so weit, kann man sich zurücklehnen und in den verschiedenen Spielmodi dieses wunderschöne Spiel genießen. Die Strecken sind einfach, machen aber dennoch viel Spaß und fordern den Spieler von Cup zu Cup mehr. Von den weiteren Stärken des Spiels sollte sich allerdings jeder selbst überzeugen, denn eine Stunde Spielzeit dieses Titels sagt mehr als 1000 Worte.“

„Das Spiel ist leicht zu handeln und macht selbst nach stundenlangem Zocken noch irre Spass, die Grafik ist sehr nett gemacht und auch die Spezialfähigkeiten der einzelnen Fahrer sind gut gelungen. […]“

„Sobald der Name ‚Super Mario Kart‘ fällt, brechen die meisten Videospieler in Freudenschreie aus. Kein Spiel kann sich mit solch einer großen Fangemeinde brüsten. Als das Game für das Super Nintendo Entertainment System (SNES) erschien, rechnete niemand mit so einem Erfolg. Wenn acht der beliebtesten Nintendo-Charaktere in ihre Karts steigen, ist 100%iger Spielspaß garantiert.“

## Entwicklung & Technisches
Entwickelt wurde Super Mario Kart von Nintendo EAD, Publisher war Nintendo. Producers des Spiels waren Shigeru Miyamoto und Tadashi Sugiyama, als Director wurde Hideki Konno eingesetzt und als Executive Producer war der ehemalige Nintendo-Präsident Hiroshi Yamauchi tätig. Die Grundidee zu Super Mario Kart stammte aus der Überlegung, ein Zwei-Spieler-Rennspiel in der Art des Einzelspieler-Rennspiels F-Zero zu entwerfen.
Super Mario Kart war eines der ersten Spiele, die den sogenannten Mode 7 benutzten. Dies ist ein Verfahren, bei dem die Hardware des SNES ein zweidimensionales Bild, bei Mario Kart die Rennstrecke, so berechnet, dass durch Zoomen und Drehen ein dreidimensionaler Eindruck entsteht. Die Darstellung von Höhenunterschieden ist mit dieser Technik jedoch nicht möglich. Im Spielmodul ist für den Mode 7 ein Zusatzprozessor eingebaut, der den Hauptprozessor des SNES bei der Grafikdarstellung unterstützt.

## Zensur
Die EU- und US-Version von Super Mario Kart wurde von Nintendo an zwei Stellen zensiert. In der japanischen Version sind die Fahrer Bowser und Peach nach einem Grand-Prix-Sieg beim Trinken von Champagner zu sehen. In der EU- und US-Version wurde dies dahingehend geändert, dass die Charaktere die Flasche nur in die Luft werfen bzw. diese schwenken.

## Meisterschaft
Nintendo veranstaltet jährlich im August eine offizielle Super-Mario-Kart-Weltmeisterschaft in Frankreich, bei der die Spieler im Zeitfahren und in Multiplayer-Modi gegeneinander antreten können.

## Einordnung in & Einfluss auf den Spielemarkt
Super Mario Kart ist einer der ersten Funracer (lustigen Rennspiele). Auf das Spiel wird in einigen neuen Mario-Kart-Titeln in sogenannten Retrostrecken Bezug genommen. Dabei wurden beispielsweise in Mario Kart 7, Mario Kart Wii und Mario Kart 8 Strecken aus Super Mario Kart aufgegriffen und in einer überarbeiteten Version zur Verfügung gestellt.
Nintendo greift bei Super Mario Kart auf typische Nintendo-Charaktere zurück, macht diese aber teilweise zum ersten Mal spielbar. Es ist nicht genau belegbar, ob es sich bei Donkey Kong Jr. um den heutigen Donkey-Kong-Charakter – der beispielsweise in den SNES-Spielen Donkey Kong Country, Donkey Kong Country 2: Diddy’s Kong Quest und Donkey Kong Country 3: Dixie Kong’s Double Trouble! eine Rolle spielt – in jungen Jahren handelt oder um einen gänzlich anderen Kong. Siehe dazu Abschnitt Donkey Kong im Artikel Figuren aus den Donkey-Kong-Spielen.
2010 wurde der freie Klon SuperTuxKart veröffentlicht, der nach dem Linux-Maskottchen Tux benannt ist.

## Neuveröffentlichungen
Super Mario Kart ist in der Virtual Console der Nintendo Wii für 800 Wii-Points erwerbbar. Dort wurde das Spiel am 9. Juni 2009 in Japan, am 23. November 2009 in Amerika und am 2. April 2010 in Europa zum Download bereitgestellt. Dabei kann über den Wii-Shop-Kanal ein Speicherabbild von Super Mario Kart heruntergeladen und auf einem Emulator der Virtual Console gespielt werden. Das Spielgeschehen kann sowohl mit dem Wii Classic Controller, als auch dem Nintendo-GameCube-Controller gesteuert werden.
Super Mario Kart ist ebenfalls im Nintendo eShop der Wii U erhältlich. Das Spiel ist dort seit dem 27. März 2014 (Europa) herunterladbar und bot eine Ermäßigung auf Mario Kart 8. Bei der Wii-U-Version handelt es sich um die US-Version des Spiels, die 1992 in den USA veröffentlicht wurde. Das Spiel wurde grafisch nicht überarbeitet, erhält aber trotzdem Einzug auf dem Wii U GamePad und den weiteren Controllern. Mithilfe des GamePads kann es sowohl mit TV-Bildschirm, als auch ohne gespielt werden.
Das Spiel ist zudem auf dem 2017 erschienenen Nintendo Classic Mini: Super Nintendo Entertainment System neben 20 anderen SNES-Spielen installiert.
Am 6. September 2019 um 1:00 Uhr erschien die Anwendungssoftware Super Nintendo Entertainment System - Nintendo Switch Online für Nintendo Switch Online, bei der das Spiel ebenfalls installiert ist. Es ist das erste Mal, dass das Spiel auch online gespielt werden kann.